# جون ميرفي فارلي
جون ميرفي فارلي (بالإنجليزية: John Murphy Farley)‏ هو كاهن كاثوليكي أمريكي وأيرلندي، ولد في 20 أبريل 1842 في جزيرة أيرلندا في المملكة المتحدة، وتوفي في 17 سبتمبر 1918 في نيويورك في الولايات المتحدة.